# 賈德耀內閣
賈德耀內閣成立於民國15年（1926年）3月4日，結束於同年4月20日。本内閣的法源為《中華民國臨時政府制》。

## 簡介
1926年2月15日，國務總理許世英辭職，中華民國臨時政府的臨時執政段祺瑞令許世英內閣陸軍總長賈德耀代理國務總理，另以嚴璩代理財政總長。2月20日，賈德耀因馮玉祥國民軍系之敦促，就任代理總理之職，即由內閣通過討伐吳佩孚及張宗昌免職查辦令。2月22日，賈德耀因段祺瑞不同意下張宗昌免職令，即辭職。1926年3月4日，段祺瑞批准了國務總理許世英的辭呈，以賈德耀爲國務總理，同日還任命了内閣各部部長，賈德耀內閣成立。:220
1926年3月16日，日本等八國發出最後通牒，要求中國撤除大沽口國防設施，並限令48小時內答覆。3月18日，北京發生三一八慘案。段祺瑞因爲該慘案而成爲衆矢之的。3月20日，賈德耀內閣對三一八慘案引咎辭職但未獲准，段祺瑞亦下令撫卹死傷者。3月25日，段祺瑞以胡惟德繼顏惠慶任外交總長。
1926年4月2日，檢察廳偵查三一八慘案之結果，認定臨時執政府衛隊屬於故意殺人，函請陸軍部交付軍法審判。4月2日至4月5日，直魯聯軍飛機向北京城內拋擲炸彈；4月4日，直魯聯軍佔領北京城外的豐臺。4月6日，直系代表到北京同鹿鍾麟接洽議和。4月7日，直魯聯軍對北京國民軍發動總攻擊。
1926年4月9日，北京發生政變，鹿鍾麟派兵包圍段祺瑞的臨時執政府，將臨時執政府衛隊繳械，段祺瑞及安福系要人逃進東交民巷法國使館，大總統曹錕恢復自由。1926年4月10日，賈德耀以國務院的名義聲明不能行使職權，本日起不負責任，以阻止臨時執政段祺瑞辭職。4月12日，外交總長胡惟德等人通電表示暫維持現狀。4月13日，賈德耀通告駐北京的各國公使團稱，段祺瑞並未辭職。4月16日，唐之道師自通州開入北京，自稱警備總司令，擁段祺瑞復臨時執政職。4月17日，段祺瑞出東交民巷使館區，宣告復臨時執政職，並且電詢張作霖、吳佩孚對時局的意見，同日賈德耀請辭國務總理之職。同日，張宗昌部王翰鳴師入北京。4月18日，吳佩孚任命王懷慶為北京衛戍總司令，唐之道副之，命令唐之道拘捕安福系並且監視段祺瑞。同日，奉魯軍開入北京，張宗昌等委任李壽金為警察總監。4月19日，段祺瑞為了結束金佛郎案的訴訟以及三一八慘案之法律問題，下令以其親信司法次長王文豹代理司法部務。同日，段祺瑞派人迎張學良等人進入北京，想聯合奉系制約吳佩孚，但未果，張作霖電覆段祺瑞稱不問政局，段祺瑞不得不再次躲進東交民巷使館區。
1926年4月20日，臨時執政段祺瑞由於遭到各派軍閥抛棄，離開北京逃往天津。同時賈德耀辭職獲准，臨時執政段祺瑞臨行時任命胡惟德代理國務總理，由國務院攝行臨時執政職權。:220

## 內閣成員
內閣成員如下（附國務院秘書長）：:29-30:61-62
| 國務總理、各部及秘書長 | 各部總長                                                                              | 各部次長 |
| ---------------------- | ------------------------------------------------------------------------------------- | --- |
| 代理國務總理           | 賈德耀（1926年3月4日—4月20日）                                                        | —— |
| 外交部                 | 顔惠慶（1926年3月4日—3月25日）→ 胡惟德（1926年3月25日—下屆續任；4月20日兼署國務總理） | 曾宗鑒（上屆留任—4月20日；2月23日使瑞典、挪威）                                                              |
| 內務部                 | 屈映光（1926年3月4日—下屆續任）                                                       | 劉馥（上屆留任—下屆續任；暫代）                                                                              |
| 財政部                 | 賀德霖（1926年3月4日—4月20日）                                                        | 過之翰（上屆留任—下屆續任）                                                                                  |
| 財政部                 | 賀德霖（1926年3月4日—4月20日）                                                        | 嚴璩（上屆留任—3月18日）→ 錢方栻（1926年3月18日—下屆續任）                                                   |
| 陸軍部                 | 賈德耀（1926年3月4日仍任—4月20日）                                                    | 熊斌（上屆留任—下屆續任）                                                                                    |
| 陸軍部                 | 賈德耀（1926年3月4日仍任—4月20日）                                                    | 齊振林（上屆留任—下屆續任）                                                                                  |
| 海軍部                 | 杜錫珪（1926年3月4日仍任—下屆續任）                                                   | 吳紉禮（上屆留任—下屆續任；代總長）                                                                          |
| 司法部                 | 盧信（1926年3月4日—4月17日；4月19日次長王文豹代）                                     | 王文豹（上屆留任—3月16日）→ 余绍宋（1926年3月16日—4月17日）→ 王文豹（1926年4月17日—下屆續任；4月19日代總長） |
| 教育部                 | 馬君武（1926年3月4日—3月31日）→ 胡仁源（1926年3月31日—下屆續任）                      | 呂復（上屆留任—下屆續任）                                                                                    |
| 農商部                 | 楊文愷（1926年3月4日—下屆續任；否認）                                                 | 莫德惠（上屆留任—下屆續任）                                                                                  |
| 交通部                 | 龔心湛（1926年3月4日仍任—4月20日）                                                    | 陸夢熊（上屆留任—下屆續任）                                                                                  |
| 國務院秘書長           | 鄧漢祥（1926年3月4日—4月20日）                                                        | —— |